# Ska Keller
Franziska Keller, detta Ska (Guben, 22 novembre 1981), è una politica tedesca, parlamentare europea dal 2009 e candidata dei Verdi alla presidenza della commissione europea nel 2014 e nel 2019.

## Biografia
Franziska Keller è nata il 22 novembre 1981 a Guben, nel Brandeburgo, allora parte della Germania Est. Ha effettuato studi islamici, studi turchi ed ebrei alla Libera Università di Berlino e alla Sabancı Universitas di Istanbul. Si è laureata nel 2010.
Alle elezioni del 2009 è entrata a 27 anni a far parte del Parlamento europeo per il partito tedesco Alleanza 90/I Verdi, che aderisce al Partito Verde Europeo. Fa parte della Commissione per il commercio internazionale e della Delegazione alla commissione parlamentare mista UE-Turchia.
È stata la candidata del Partito Verde Europeo alla presidenza della Commissione alle elezioni europee del 2014 insieme a José Bové e, nota per il suo impegno contro la corruzione nell'UE, nel febbraio 2018 ha partecipato alle proteste contro la corruzione in Bulgaria.
È stata eletta per condurre i Verdi anche alle elezioni europee del 2019 insieme all'olandese Bas Eickhout con un programma in dodici punti: lotta per il cambiamento climatico e sostegno alle energie rinnovabili, reddito minimo dignitoso, difesa dello stato di diritto e lotta alla corruzione, produzione di cibo privo di OGM e pesticidi, allevamenti senza crudeltà sugli animali, accesso gratuito a un'istruzione di qualità, posti di lavoro dignitosi per i giovani.

## Vita privata
Keller è sposata con l'attivista finlandese Markus Drake.
Ha abbreviato il nome da Franziska a Ska omettendone la prima parte (Franzi). Ha detto che non le piaceva essere chiamata "Franzi".